# Здроевский, Михаил Юлианович
Михаи́л Юлианович Здроевский (5 февраля 1845 — после 1916) — русский военачальник, генерал от кавалерии (1914), ветеран Русско-турецкой войны 1877—78 годов.

## Биография
Получил образование в Могилевской гимназии. Окончил юридический факультет Санкт-Петербургского университета. Придерживался римско-католического вероисповедания.
В службу вступил 18 (30) декабря 1868 года. Выдержал офицерский экзамен при Николаевском кавалерийском училище и учебном кавалерийском эскадроне. Прапорщик (ст. 11.04.1870) лейб-гвардии Драгунского полка. Поручик (ст. 13.04.1875). Участник русско-турецкой войны 1877—78 годов. Штабс-ротмистр (ст. 16.04.1878). Ротмистр (ст. 28.03.1882). Командовал эскадроном 9 лет 11 месяцев 12 дней. Полковник (ст. 30.08.1892). Командир 21-го драгунского Белорусского полка (19.05.1898—19.12.1901). Командир гвардии запасного кавалерийского полка (19.12.1901—23.05.1905). Генерал-майор (пр. 1902; ст. 06.12.1902; за отличие). Начальник 1-й бригады кавалерийского запаса (23.05.1905—22.03.1907). Генерал для поручений при генерал-инспекторе кавалерии (с 22.03.1907). Генерал-лейтенант (пр. 1907; ст. 06.12.1907; за отличие). Генерал от кавалерии (пр. 06.04.1914; ст. 06.04.1914; за отличие). На лето 1916 года — в том же чине и должности. Дальнейшая судьба неизвестна.

## Награды
- орден Святой Анны 4-й степени (1878)
- орден Святого Станислава 3-й степени с мечами и бантом (1878)
- орден Святой Анны 2-й степени (1891)
- орден Святого Владимира 3-й степени (1900)
- орден Святого Станислава 1-й степени (1906)
- орден Святой Анны 1-й степени (1910)
- орден Святого Владимира 2-й степени (1913)
- орден Белого орла (высочайший приказ 22.03.1915; с 01.01.1915).

Чин
на 1 января 1909 года — управление генерал-инспектора кавалерии, генерал-лейтенант, генерал для поручений при генерал-инспекторе.